# Двадесет и петият час (филм, 1967)
Вижте пояснителната страница за други значения на 25-ият час.
„Двадесет и петият час“ (25-ият час) (на френски: La Vingt-Cinquième Heure (La 25e Heure); на английски: The 25th Hour; на румънски: Ora douăzeci şi cinci (Ora 25), на италиански: La Venticinquesima ora) е филмова копродукция на Франция, Италия и Югославия. Премиерата му се е състояла на 16 февруари 1967 г.
Филмът е създаден по едноименния роман (Ora 25, 1949) на румънския писател Константин Вирджил Георгиу (Румъния, 1916 – Франция, 1992). Причисляван е към военните драми. Продължителността му е 119 или 130 минути според различни източници. Режисьор на филма е Анри Верньой, сценарист – Франсоа Боайе (по романа на К.В. Георгиу).
В главните роли участват: Антъни Куин, в ролята на Йохан Мориц, Вирна Лизи, в ролята на Сузана Мориц, съпругата на Йохан, Грегоар Аслан, в ролята на полицейския шеф Добреско, Лайъм Редмънд, в ролята на отец Коруга, Серж Реджиани, в ролята на Траян Коруга, Майер Целникер, в ролята на евреина Абрамович, Майкъл Редгрейв, в ролята на адвоката, защитаващ Йохан Мориц на процеса, и др.

## Сюжет
Внимание:  Текстът по-долу разкрива сюжета на произведението (или части от него)!
Действието на филма започва в навечерието на Втората световна война в едно трансилванско село. В църквата се кръщава по-малкият син на Йохан и Сузана Мориц. Кръщането продължава в двора на Мориц. Там се събира цялото село и се весели. Бебето е в къщата и го приспиват с музика от радиото. Изведнъж по радиото прогърмява гласът на Хитлер, който обявява, че Германия е навлязла в Чехословакия.
Докато веселбата в двора на Мориц продължава, отстрани минава полицейският началник, сержант Добреско, но не се отбива, за да се включи в празненството. На следващия ден, докато Йохан е на мелницата, Добреско се опитва да прелъсти Сузана, която го отблъсква. Добреско се заканва да си отмъсти.
След началото на войната Румъния е окупирана от германски войски. Румънското правителство тясно сътрудничи с Германия. Затова са предприети гонения срещу евреите. От това се възползва сержант Добреско. Той изпраща повиквателна на Йохан Мориц да се яви в участъка и там го арестува, обявява го за евреин, и го изпраща в концентрационен лагер за евреи. Отначало Йохан се опитва да протестира, но никой не иска да го чуе – нито началника на лагера, нито евреите, с които е принуден да извършва тежка физическа работа по прокопаването на голям плавателен канал, където прекарва 19 месеца. Още при пътуването до лагера, Йохан помага на евреина Абрамович, който се придвижва трудно с тежкия си багаж, и така стават приятели. И на него Йохан се опитва да обясни, че не е евреин, а православен, но Абрамович му казва, че една капка християнство не го прави неевреин. Освен това, в селото на Йохан сержант Добреско заплашва Сузана, че ако не се съгласи да се подпише под документ, с който се потвърждава, че Йохан е евреин и ако не се разведе с него, ще отнемат къщата им. За да спаси децата, Сузана подписва документа, но се опитва да измъкне Йохан от лагера, като два пъти отива при един министър. Първият път я посреща секретаря му, който обещава, че ще уведоми министъра за случая, но дори не си прави усилия да запише името на Йохан Мориц. Вторият път отива заедно с отец Коруга, но отново без успех. През това време Абрамович успява да подкупи началника на лагера и той закарва една нощ Абрамович, Йохан и още няколко евреи до Будапеща. Министърът изтъква бягството като потвърждение на това, че Йохан е евреин.
В Будапеща Абрамович завежда бегълците у един свой роднина, като казва, че той ще им уреди да стигнат до Америка. Йохан, след като се нахранва, ляга и спи повече от денонощие, защото е крайно изморен. Когато се събужда, вижда, че другарите му от лагера заминават с някаква кола. Тогава Абрамович му обяснява, че организацията, която се грижи за спасяване на евреите, не се съгласява да му помогне, защото не бил евреин. Самият Абрамович не пътува с останалите, а заминава с влак за Цюрих. Йохан го изпраща на гарата. Преди това Абрамович му дава един златен предмет, защото няма пари в брой, за да му помогне поне финансово. След като заминава влакът, на гарата няколко полицаи спират Йохан за проверка. Той няма документи, а у него намират и златото, което се оказва руско. Полицаите пребиват Йохан да си признае, че е шпионин, но той няма какво да признава, само казва, че златото му е било дадено от приятел. Накрая го изпращат на работа в Германия заедно с други „доброволци“, сред които няма нито един унгарец. Малко преди да стигнат Германия, влакът спира и охраната накарва „доброволците“ за работа да слязат на поляната и да наберат цветя, с които да накичат влака, на който има и транспаренти с надписи, възхваляващи Германия. В Германия Йохан отново е в лагер и работи в някакъв завод. Там обаче го забелязва един нацистки антрополог, който завежда Йохан пред голяма група офицери и им доказва, че Йохан Мориц е чист ариец!
Оттогава Йохан Мориц започва да се появява на кориците на много нацистки списания – облечен в унуиформа на SS. Нацистката пропаганда го използва за рекламно лице. Йохан става охрана на лагера. Обаче войната е към края си. Американците наближават. Бомбардират и завода, край който е лагера. Йохан успява да помогне на няколко свои познати да се измъкнат, като застрелва двама германци. Качва се с лагерниците в един камион и избягват при американците. Там обаче Йохан отново изпада в немилост заради униформата си. Няколко години прекарва в американски лагер.
В Румъния, след влизането на Червената армия, партизаните арестуват сержант Добреско. Обаче Сузана е принудена да избяга, защото снимката на Йохан стои върху редица нацистки списания „Сигнал“, които са получавани от много хора.
В американския лагер Йохан среща сина на свещеника отец Коруга – Траян Коруга. Макар и жертва на войната – жена му загива в концентрационен лагер, защото е еврейка, американците го обвиняват, че е сътрудничил на нацистите. Траян пише множество петиции до американското командване, които остават без отговор. Тогава, отчаян, една нощ излиза от бараката, като носи в ръце последната си петиция, и се запътва към изхода на лагера. Отваря портала и излиза. Охраната на кулата му извиква да спре, стреля във въздуха, но Траян не спира и бива застрелян. Когато намира петицията в ръката на Траян, началникът на лагера разбира, че човекът е невиниен. Траян е последният близък човек на Йохан Мориц. Той няма връзка със семейството си. Накрая, осем години след напускане на дома си, Йохан Мориц е изправен пред военен трибунал с обвинения във военни престъпления. Като доказателства се привеждат пропагандните материали с неговото лице.
На процеса обаче Йохан бива оправдан, защото адвокатът му прочита писмо от Сузана, в която тя разказва за трагедията, сполетяла семейството им: принудена е да подпише документ, че се отказва от него, след това е принудена да избяга в Германия, за да не я преследват заради него, а накрая бива изнасилена от руски войници, вследствие на което ражда дете.
В края на филма Йохан заминава при Сузана. Тя го чака на една гара с двамата им синове и малкото русо дете. Когато се очаква щастлив край, се появява фотограф, който ги кара да се усмихват за снимка за известен американски вестник. Но след всички тези тежки години те не могат да се усмихват.

## В ролите
| Изпълнител      | Роля                                       |
| --------------- | ------------------------------------------ |
| Антъни Куин     | Йохан Мориц                                |
| Вирна Лизи      | Сузана Мориц, съпругата на Йохан           |
| Грегоар Аслан   | полицейския шеф Добреско                   |
| Лайъм Редмънд   | отец Коруга                                |
| Серж Реджиани   | Траян Коруга                               |
| Майер Целникер  | евреина Абрамович                          |
| Майкъл Редгрейв | адвоката, защитаващ Йохан Мориц на процеса |
| Харолд Голдблат | Исаак Наги                                 |
| Стоян Дечермич  | Марку                                      |
| Жан Десейи      | министъра                                  |
| Рада Джурчин    | Юлиска                                     |
| Мариус Горинг   | полк. Мюлер                                |
| Дру Хенли       | кап. Брюнер                                |
| Пол Максуел     | фотографа                                  |
| Драга Милошевич | г-жа Коруга                                |

## Допълнителна информация
- Езици, на които е озвучен: френски, английски, румънски
- Цвят: Метроколор
- Звук: Моно (Westrex Recording System)